# Balcha reticulifrons
Balcha reticulifrons är en stekelart som beskrevs av Gibson 2005. Balcha reticulifrons ingår i släktet Balcha och familjen hoppglanssteklar.
Artens utbredningsområde är Sri Lanka. Inga underarter finns listade.